# アントン・ドーア
アントン・ドーア（Anton Door 1833年6月20日 - 1919年11月7日）は、オーストリアのピアニスト、音楽教育者。ロシアではアントン・アンドレイエヴィチ・ドーア（Anton Andreyevich Door）として知られた。

## 生涯
ウィーンに生まれ、カール・チェルニーにピアノを、ジーモン・ゼヒターに音楽理論を学んだ。1850年にコンサートのキャリアを開始し、ソリストとしてドイツとイタリアを巡った。ストックホルムで宮廷ピアニスト、並びにスウェーデン王立音楽アカデミーの会員に任用され、さらにモスクワ音楽院で10年間にわたり教鞭を執った。1868年から1901年にかけてはウィーンの楽友協会でも教壇に立った。ブラームスの仲間の集まりで取りまとめ役を担い、その団体のコンサート・シリーズの創設を行った。技術力を重要視したことで知られ、著名な門人としてステファン・エルマス、ロベルト・フィッシュホフ、アレクサンダー・フォン・ツェムリンスキー、フリッツ・シュタインバッハ、ラウラ・ネッツェルらが輩出している。ドーアはウィーンに没した。
チャイコフスキーは『ワルツ＝カプリス』 作品4 （1868年）をドーアに献呈している。サン＝サーンスはピアノ協奏曲第4番 作品44 （1875年）をドーアに捧げた。